# Рибена, Ингуна
Ингуна Рибена (латыш. Ingūna Rībena) — латвийский политический деятель, министр культуры Латвии с 7 ноября 2002 по 9 марта 2004 года.
Родилась в Риге 24 июля 1956 года, училась в школе №3.
В 1980 году окончила архитектурно-строительный факультет Рижского политехнического института. До 1998 года работала там же на кафедре архитектуры: ассистент (1980—1985), старший преподаватель (1985—1994), доцент (1994—1998). Доктор архитектуры (1994).
Победитель Всесоюзного конкурса молодых архитекторов 1980 года. Архитектор памятника поэтессе М. Я. Кемпе в Лиепае (1989 год, скульптор Лигита Улмане-Франкевича).
В 1994—1997 годах депутат Рижской думы.
В 1997—2002 годах организатор празднования 800-летия Риги, генеральный директор Агентства «Рига 800». После ликвидации Агентства вступила в партию «Новая Эра» и по её спискам была избрана депутатом Сейма. Переизбиралась в 2006 и 2010 годах. Член Президиума Сейма (2002—2006).
Министр культуры Латвии с 7 ноября 2002 по 9 марта 2004 года в правительстве Э. Репше. Добилась повышения зарплат музыкантам трех латвийских симфонических оркестров и работникам театра.
В 2011—2014 годах депутат Сейма от партии «Единство» (срок полномочий с 18 октября 2011 по 4 ноября 2014). Заместитель руководителя фракции. Заместитель председателя комиссии по образованию, культуре и науке. Вышла из партии и фракции 18 июня 2014.
В 2014—2022 годах депутат Сейма, избрана от «Национального альянса», с июня 2019 года работала в парламенте в качестве независимого депутата.
Офицер ордена Трех Звезд (Решение Совета Ордена от 12 апреля 2002 г.).
Семья: муж – архитектор Угис Заберс, четверо детей: близнецы Аснате и Аксельс (1979 г.р.), близнецы Жаклине и Зане (1992 г.р.).